# Cancer Biology and Therapy
Cancer Biology and Therapy is een internationaal, aan collegiale toetsing onderworpen wetenschappelijk tijdschrift op het gebied van de oncologie.
De naam wordt in literatuurverwijzingen meestal afgekort tot Canc. Biol. Ther.
Het wordt uitgegeven door Landes Bioscience en verschijnt tweewekelijks.